# Estaing (Hautes-Pyrénées)
Estaing ist eine französische Gemeinde mit 94 Einwohnern (Stand 1. Januar 2022) im Département Hautes-Pyrénées in der Region Okzitanien (vor 2016: Midi-Pyrénées). Sie gehört zum Arrondissement Argelès-Gazost und zum Kanton La Vallée des Gaves.
Die Einwohner werden Estaingeois und Estaingeoises genannt.

## Geographie
Estaing liegt circa zehn Kilometer südwestlich von Argelès-Gazost in der historischen Provinz Bigorre. Die Gemeinde grenzt im Süden an die Autonome Gemeinschaft Aragonien im Norden Spaniens. Der südliche Teil des Gemeindegebiets gehört zum Gebiet des Nationalparks Pyrenäen.
Umgeben wird Estaing von den sieben Nachbargemeinden:
| Aucun          | Bun Sireix                                  | Arras-en-Lavedan |
| Arrens-Marsous | Kompassrose, die auf Nachbargemeinden zeigt | Cauterets        |
|                | Sallent de Gállego (Spanien)                |                  |

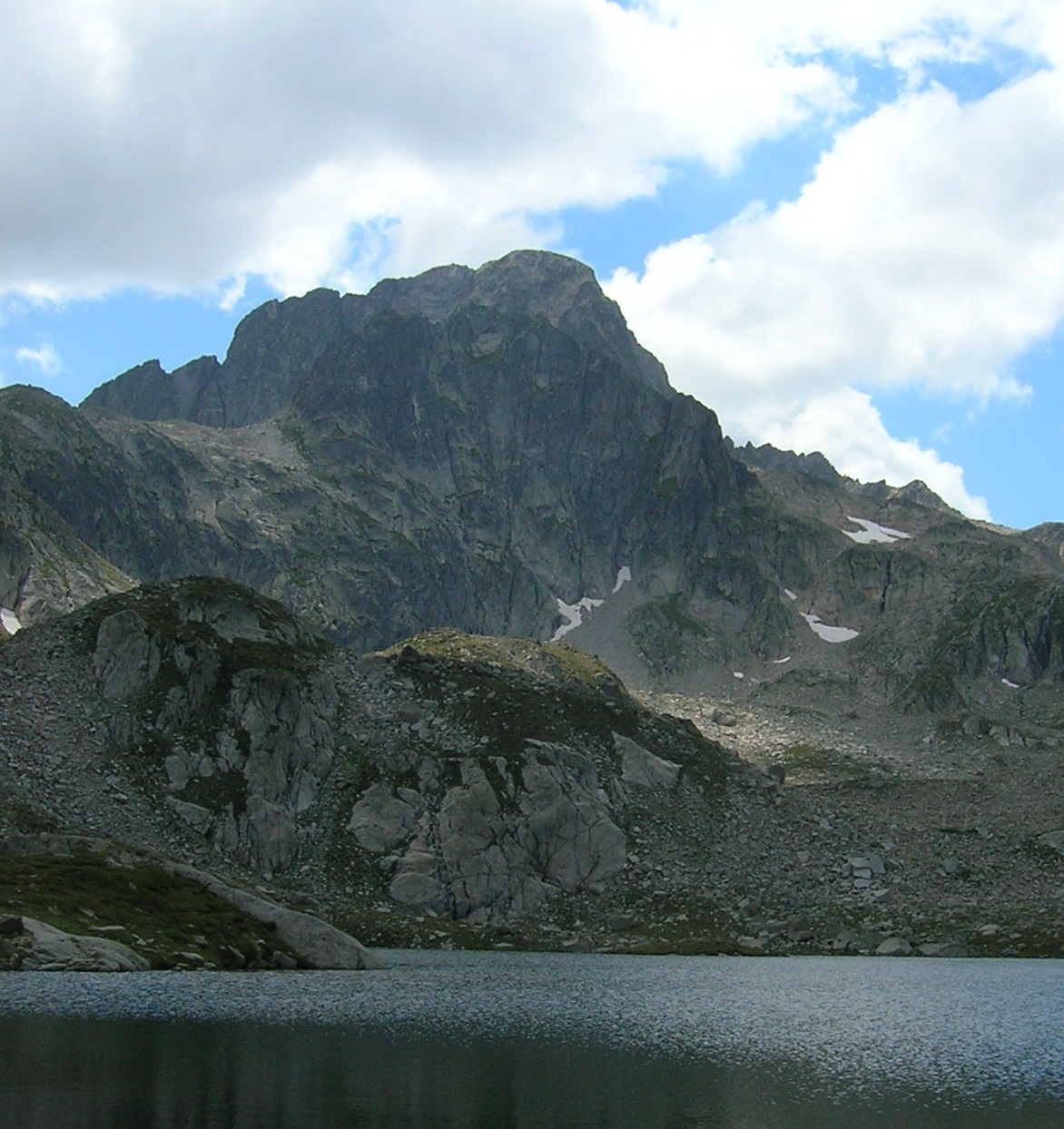
Pic de Cambalès

Der höchste Punkt des Gemeindegebiets liegt auf dem Gipfel des Pic de Cambalès (2965 m).

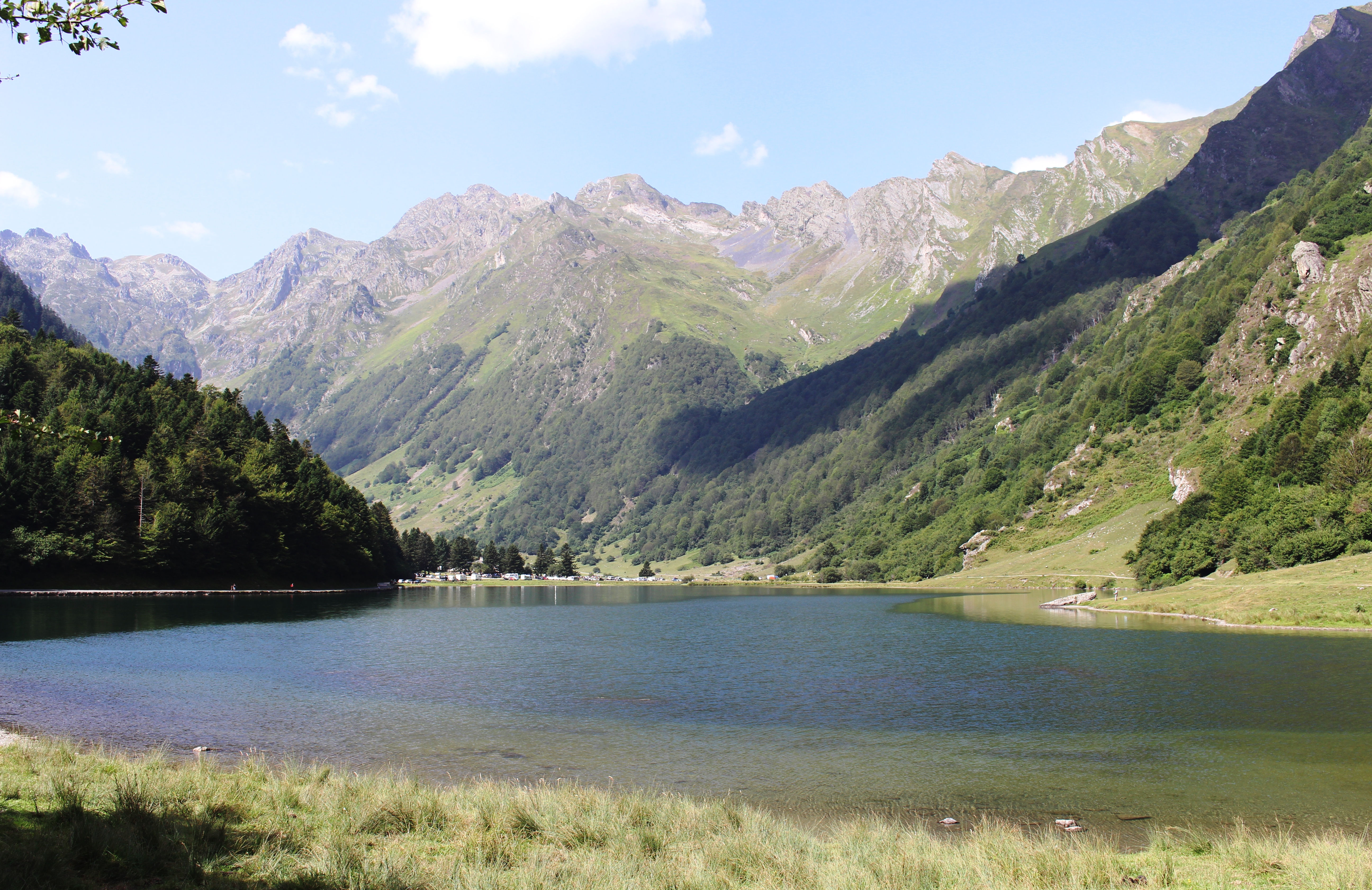
Lac d’Estaing

Estaing liegt im Einzugsgebiet des Flusses Adour.
Der Gave d’Estaing, an seinem Oberlauf auch Gave de Labat de Bun genannt, ist ein Nebenfluss des Gave d’Azun und entspringt in Estaing. Seine Nebenflüsse durchqueren das Gebiet der Gemeinde:
- der Ruisseau du Pic Arrouy,
- der Ruisseau de Malh Ardoun,
- der Ruisseau de Garren Blanc,
- der Ruisseau de Coudé,
- der Ruisseau de Bayelle,
- der Ruisseau d’Aumède,
- der Ruisseau de Cradey,
- der Ruisseau de Laur,
- der Ruisseau des Boussus,
- der Ruisseau de Bergouey,
- der Ruisseau Hadernes und
- der Ruisseau de Larrode.

Der Gave de Cauterets, ein Nebenfluss des Gave de Pau, bewässert ebenfalls das Gemeindegebiet zusammen mit seinen Nebenflüssen,
- dem Gave de Cambalès mit seinem Nebenfluss,
  - dem Ruisseau de Bassia,
- dem Ruisseau du Pourtet und
- dem Gave de Cambasque mit seinem Nebenfluss,
  - dem Ruisseau d’Ilhéou.[2]

## Geschichte
Die Gemeinde wurde 1836 auf Basis von Teilen der Gemeindegebiete von Aucun und Bun (Labat d’Aucun und Labat de Bun) gegründet.

## Einwohnerentwicklung
Mit der Gründung der Gemeinde erreichte die Einwohnerzahl gleichzeitig ihren Höchststand von rund 440. In der Folgezeit sank die Größe der Gemeinde bei kurzen Erholungsphasen bis zur Jahrtausendwende auf rund 65 Einwohner, bevor eine Phase mit moderatem Wachstum einsetzte, die heute noch anhält.
| Jahr      | 1962 | 1968 | 1975 | 1982 | 1990 | 1999 | 2006 | 2011 | 2022 |
| --------- | ---- | ---- | ---- | ---- | ---- | ---- | ---- | ---- | ---- |
| Einwohner | 153  | 122  | 101  | 91   | 86   | 67   | 73   | 76   | 94   |

## Sehenswürdigkeiten

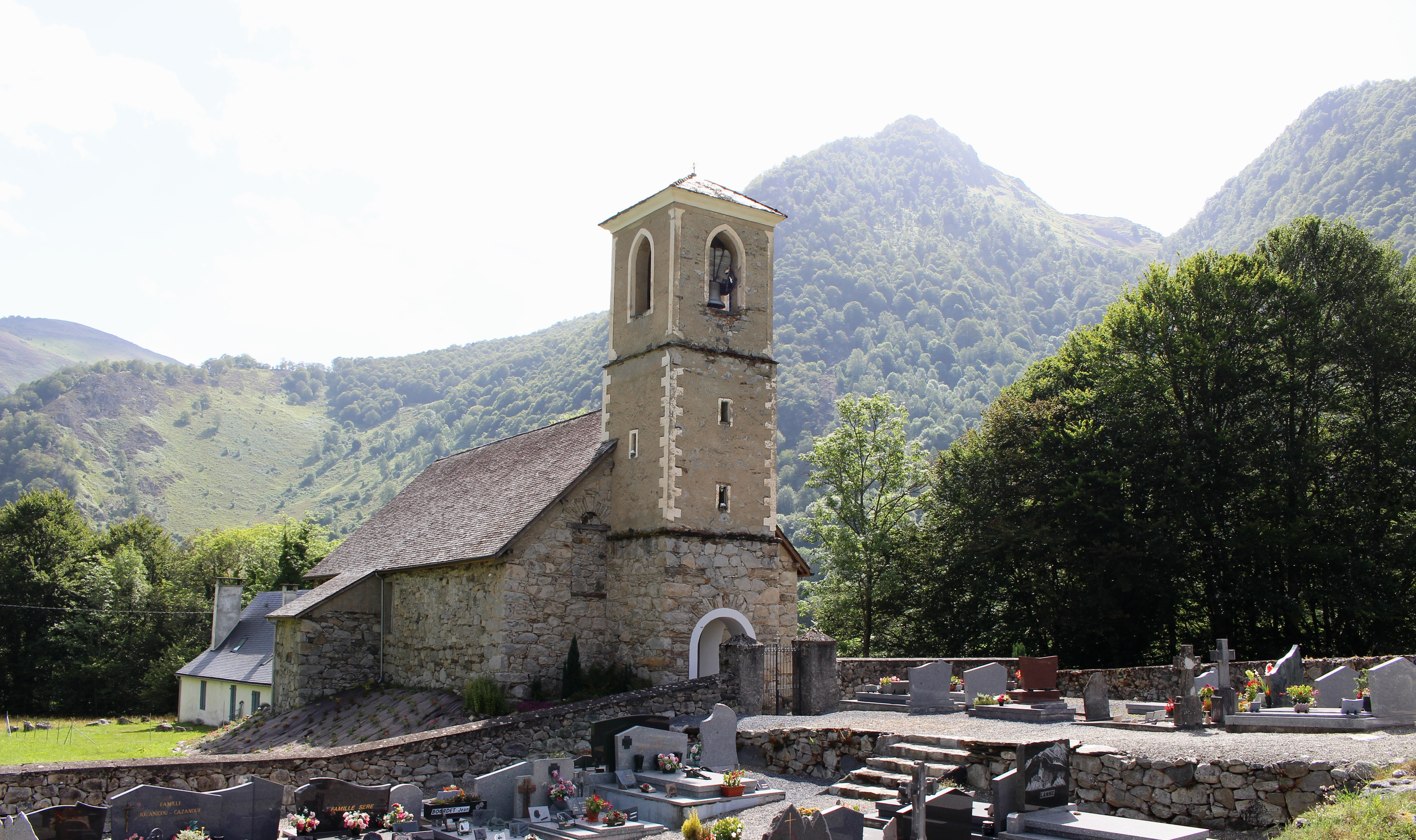
Pfarrkirche Saint-Jean-Baptiste
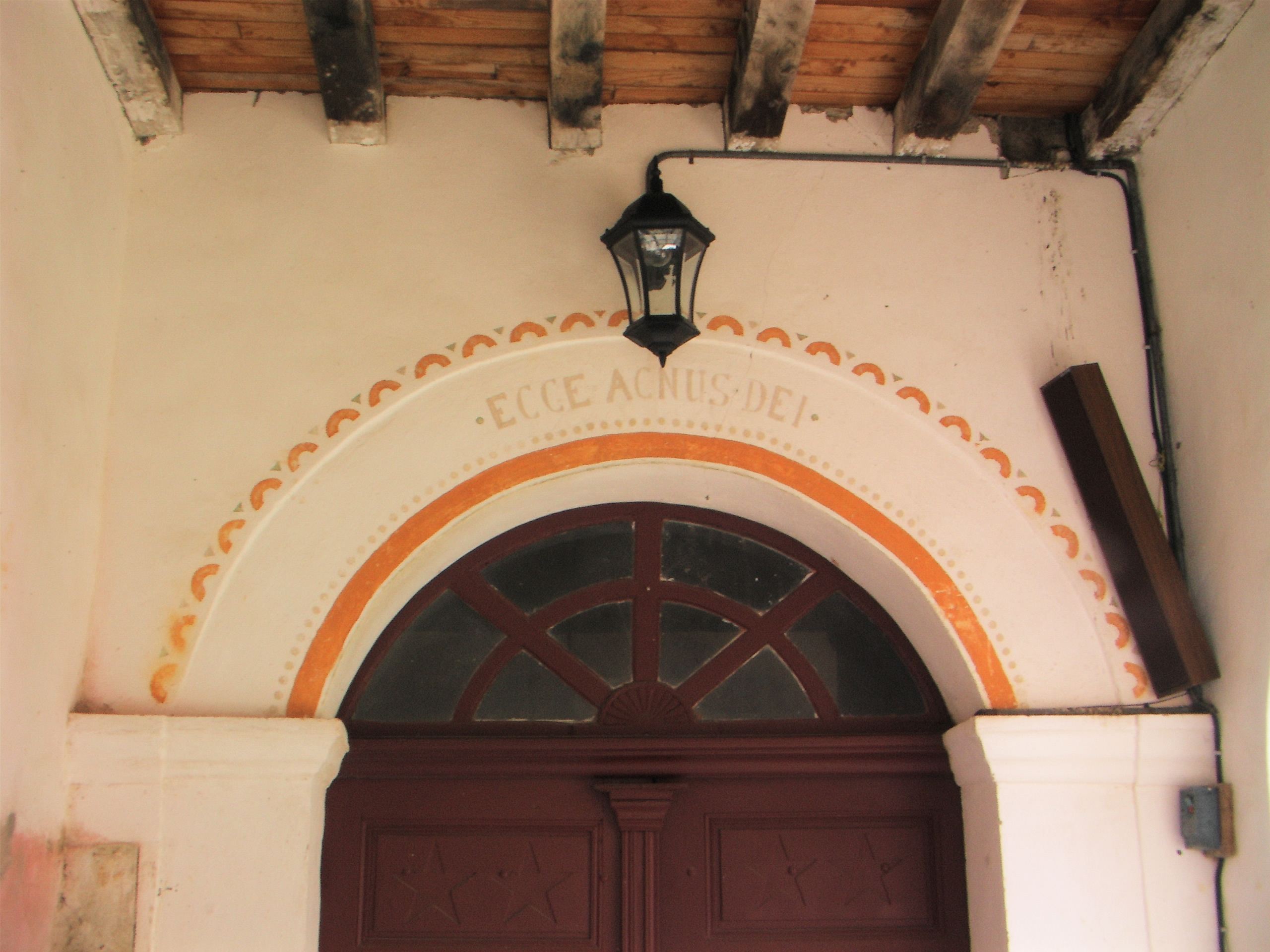
Eingang

- Pfarrkirche Saint-Jean-Baptiste
- Eingang

## Wirtschaft und Infrastruktur
Estaing liegt in den Zonen AOC der Schweinerasse Porc noir de Bigorre und des Schinkens Jambon noir de Bigorre.

### Sport und Freizeit
Der GR 10, ein GR-Fernwanderweg von Hendaye nach Banyuls-sur-Mer führt durch das Zentrum der Gemeinde.
Der Fernwanderweg GR de Pays Tour du Val d’Azun führt auch durch das Zentrum von Estaing.

### Verkehr
Estaing ist über die Route départementale 103 erreichbar, die hier nahe dem Lac d’Estaing endet.